# Pachycondyla vidua
Pachycondyla vidua är en myrart som först beskrevs av Smith 1857.  Pachycondyla vidua ingår i släktet Pachycondyla och familjen myror. Inga underarter finns listade i Catalogue of Life.